# Karl Haubenreißer
Karl Haubenreisser (né le 11 novembre 1903 à Anger-Crottendorf, mort le 26 avril 1945 à Berlin) est un acteur allemand.

## Biographie
Karl Haubenreisser joue de 1927 à 1931 au Nationaltheater Mannheim. En 1933, Haubenreißer apparaît à Weimar et de 1934 à 1944, il est engagé au Staatstheater Berlin. En 1933, il devient président de la Coopérative du Théâtre Allemand, dissoute en 1935.
À partir de 1938, il est un acteur de figuration au cinéma dans différents films dont des films de propagande nazie.
Haubenreißer est marié à l'actrice Herma Clement. Il meurt pendant la bataille de Berlin.

## Filmographie
- 1938 : Le Tigre du Bengale
- 1938 : Le Tombeau hindou
- 1938 : Magda
- 1938 : Pour le Mérite
- 1938 : Quatre Filles courageuses
- 1939 : Pages immortelles
- 1939 : La Lutte héroïque
- 1940 : Herz – modern möbliert
- 1940 : Marie Stuart
- 1940 : Bismarck
- 1941 : Ma vie pour l'Irlande
- 1941 : Über alles in der Welt
- 1941 : Le Président Krüger
- 1941 : Ich klage an
- 1941 : Ein Windstoß (de)
- 1942 : GPU
- 1943 : Le Foyer perdu

## Crédit d'auteurs
- (de) Cet article est partiellement ou en totalité issu de l’article de Wikipédia en allemand intitulé « Karl Haubenreißer » (voir la liste des auteurs).